# دوریس کیرنس گودوین
دوریس کیرنس گودوین (انگلیسی: Doris Kearns Goodwin؛ زادهٔ ۴ ژانویهٔ ۱۹۴۳) یک روزنامه‌نگار، و تاریخ‌نگار اهل ایالات متحده آمریکا است.